# مایکل وستون
مایکل وستون (انگلیسی: Michael Weston؛ زادهٔ ۲۵ اکتبر ۱۹۷۳) یک هنرپیشه اهل ایالات متحده آمریکا است.
از فیلم‌ها یا برنامه‌های تلویزیونی که وی در آن نقش داشته‌است می‌توان به وضعیت بازی، عشق، عروسی، ازدواج، آسیب‌شناسی و کاش من اینجا بودم اشاره کرد.